# سارة برادلي
سارة برادلي (بالإنجليزية: Sarah Bradley) هي قاضية أسترالية، ولدت في 10 مارس 1956.